# 은주둥이벌과
은주둥이벌과는 꿀벌상과의 하위 과이다. 은주둥이벌, 노래기벌, 왜코벌 등이 속한다. 는쟁이벌과와 더불어 구멍벌과의 아과로 보기도 한다.

## 하위 종
- 은주둥이벌
- 코벌
- 왜코벌
- 노래기벌

- 메갈라라 가루다